# On the Breast of the Tide
On the Breast of the Tide è un cortometraggio muto del 1914 diretto da Colin Campbell. Prodotto dalla Selig Polyscope Company su un soggetto di J. Edward Hungerford, il film aveva come interpreti Harold Lockwood, Bessie Eyton, Wheeler Oakman.

## Produzione
Il film fu prodotto dalla Selig Polyscope Company.

## Distribuzione
Distribuito dalla General Film Company, il film - un cortometraggio in una bobina - uscì nelle sale cinematografiche statunitensi il 9 gennaio 1914.